# 杜羅夫動物劇院

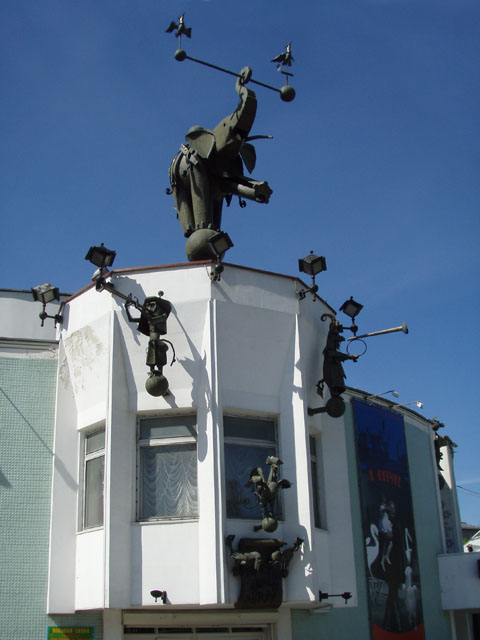
莫斯科杜羅夫動物劇院建築

55°46′45″N 37°37′15″E / 55.77917°N 37.62083°E
杜羅夫動物劇院（俄语：Теа́тр звере́й имени В. Л. Дурова）或杜羅夫爺爺的角落（俄语：Уголок дедушки Дурова）是俄羅斯莫斯科的馬戲團／劇院。它由弗拉基米爾·杜羅夫（Vladimir Durov）於1912年1月8日創建，他也是著名的杜羅夫馬戲團王朝的創始人。杜羅夫是著名的馴獸師和動物學家，他發展了自己的訓練系統，不對動物進行任何懲罰。他的劇院還包括一個自然歷史博物館和一個科學實驗室。
劇院建築由建築師奧古斯特·韋伯（August Weber）於1894年設計。劇院目前位於同一建築物內。1927年，為了紀念杜羅夫，這條街道被重新命名。

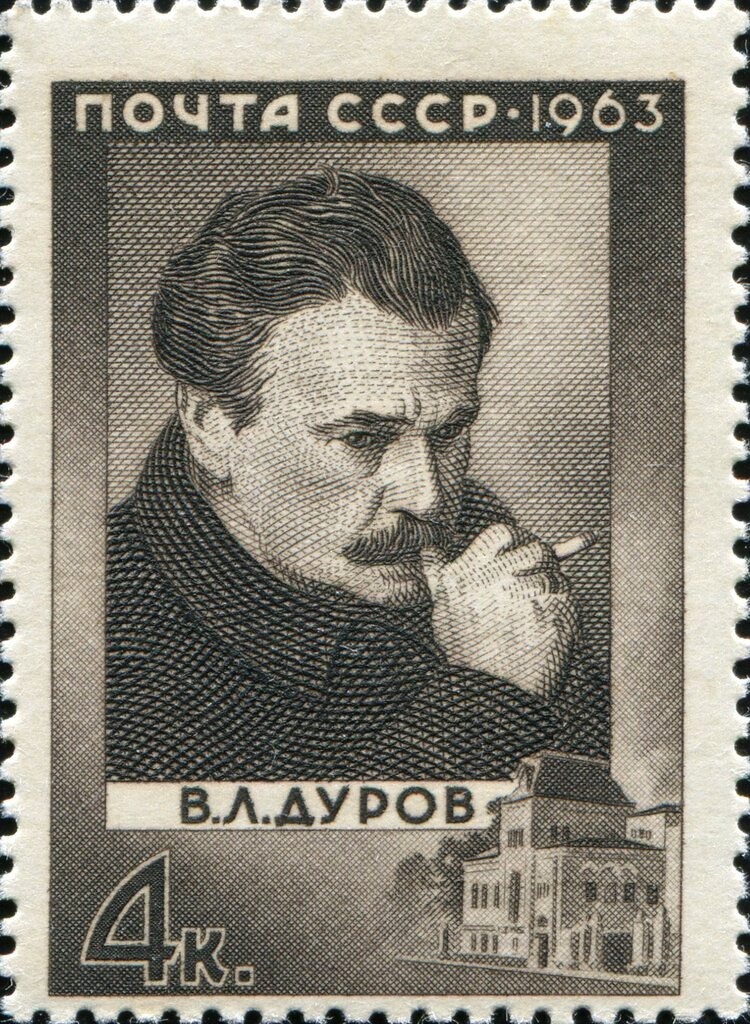
弗拉基米爾·杜羅夫紀念郵票

## 外部連結
- Durov's Animal Theatre Official Website （页面存档备份，存于）
- The Durov Animal Theatre 的存檔，存档日期2016-10-21. Moscow.Info
- Durov Animal Theatre (DAT)[] Destination City Guides By In Your Pocket
- Google Books. Durov Animal Theater
- Московский театр зверей имени Дурова празднует 105-летие （页面存档备份，存于）
- Grandpa Durov’s Corner Theatre （页面存档备份，存于） (The history, What to watch, The repertoire)